# Julian Bugajski
Julian Bugajski (ur. 11 marca 1885, zm. 29 marca 1958) – polski działacz spółdzielczy związany ze „Społem” i samorządowy związany z Częstochową.

## Życiorys
Julian Bugajski urodził się 11 marca 1885 roku. Po zdanej maturze w 1903 roku związał się z ideą spółdzielczości w branży spożywczej i został jednym z pierwszych działaczy spółdzielczości w tej dziedzinie. Związany z pismem i ruchem „Społem” od połowy lat 1900. W latach 1908–1911 kierował Spółdzielnią Spożywców „Społem” w Pabianicach, po czym został kontrolerem w ogólnopolskim związku branżowym, a następnie stworzył spółdzielnię spożywców „Jedność” w Częstochowie i kierował nią do 1930 roku, czyniąc z niej jedną z najsprawniej działających lokalnych spółdzielni w Polsce.
Działając w ogólnopolskich strukturach spółdzielczych kierował regionalnym oddziałem „Społem” w Częstochowie, ponadto od 1930 roku zasiadał w zarządzie Związku Spółdzielni Spożywców „Społem” w Warszawie i z ramienia organizacji odpowiadał za rozwój własnej produkcji, m.in. kierując budową zakładów przetwórstwa owocowego w Dwikozach, rozbudową fabryki słodyczy we Włocławku czy budową drożdżowni w Kielcach.
Oprócz działalności spółdzielczej zajmował się działalnością polityczną, od 1915 roku udzielając się w Polskiej Partii Socjalistycznej, której był członkiem. W latach 1925 i 1927 dwukrotnie był wybierany z listy PPS do Rady Miasta w Częstochowie i pełnił funkcję jej przewodniczącego w obu tych kadencjach.
Był autorem podręczników dla spółdzielców:
- „Piekarnie przy stowarzyszeniu spożywców”
- „Masarnie przy stowarzyszeniu spożywców”
- „Podręcznik dla sklepowych spółdzielni spożywców” (redakcja).

W zarządzie „Społem” pozostał także przez cały okres II wojny światowej. Angażował się w pomoc podziemiu polskiemu oraz udzielanie schronienia osobom ściganym. Po 1945 roku wycofał się z działalności politycznej i kontynuował pracę w „Społem”. W okresie stalinizmu zwolniony z pracy w ramach represji. Zmarł 29 marca 1958 roku. Pochowany na cmentarzu Powązkowskim w Warszawie (kwatera 153-4-1).

## Ordery i odznaczenia
- Krzyż Niepodległości (5 sierpnia 1937)[5][2]
- Złoty Krzyż Zasługi (13 czerwca 1936)[6]